# الجزائريون الستة

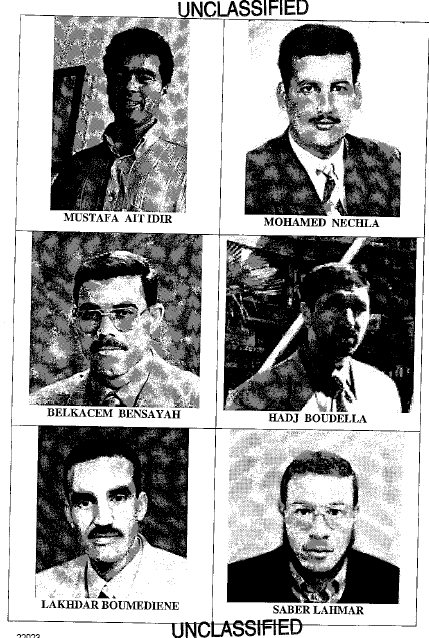
الستة الجزائريين

الستة الجزائريون هم ستة رجال بوسنيين (خمسة منهم يحملون جنسية مزدوجة)، وجميعهم ولدوا في الجزائر، وسُجنوا دون توجيه تهم إليهم في قاعدة غوانتانامو البحرية في خليج غوانتانامو بكوبا منذ يناير 2002. وقد تقدموا لاحقًا بطلب المثول أمام المحكمة الفيدرالية بالولايات المتحدة وقضت قضيتهم أمام المحكمة العليا للولايات المتحدة في عام 2008. حكمت في قضية بومدين ضد. بوش أن المحتجزين والمواطنين الأجانب لديهم الحق في رفع دعوى المثول أمام المحاكم الفيدرالية. بعد مراجعته لقضاياهم، أمر قاضي محكمة المقاطعة الأمريكية بالإفراج عن خمسة من البوسنيين على أساس أدلة غير كافية.
في عام 2009، أطلقت الولايات المتحدة سراح الرجال. تم نقل ثلاثة إلى البوسنة للم شملهم مع أسرهم تحت «الحجز الوقائي». رفضت الولايات المتحدة السماح للبودميين بالعودة إلى البوسنة وخشي العودة إلى الجزائر بسبب الانتقام المحتمل؛ عرضت فرنسا السماح له بالاستقرار هناك. وانضم إليه في بروفانس زوجته وأولاده.
أوصى قاضي المقاطعة ليون باستمرار احتجاز بلقاسم، لكن محاميه استأنفوا قضيته. في عام 2010، نقضت لجنة من ثلاثة قضاة في محكمة الاستئناف بالولايات المتحدة قرار ليون. لقد قرروا أن بلقاسم لم يكن عضوًا في القاعدة ويجب إطلاق سراحه.
بعد أن وقع الرجال في البداية تحت اشتباه الولايات المتحدة، اعتقلتهم حكومة البوسنة والهرسك في عام 2001 وحاكمتهم، لكنها أفرجت عنهم فيما بعد لعدم كفاية الأدلة. تم تسليمهم بشكل غير قانوني إلى مسؤولي المخابرات الأمريكية في يناير 2002 في سراييفو ونقلوا إلى جوانتانامو. تم احتجازهم هناك دون توجيه تهم إليهم من الولايات المتحدة للسنوات التالية. تم إدانة السلطات البوسنية رسمياً بسبب تصرفاتها من قبل غرفة حقوق الإنسان في البوسنة والهرسك، وهي المحكمة البوسنية ذات الصلة في ذلك الوقت.
في أواخر عام 2004، تم إرسال الرجال الستة إلى محاكم مراجعة وضع المقاتلين لثلاثة ضباط عسكريين من الولايات المتحدة. وخلصت CSRTs إلى أن كل من الرجال الستة تم تصنيفه بشكل صحيح على أنه «مقاتل عدو» استنادًا إلى أدلة سرية. تم انتقاد CSRTs لتطبيق تعريف «المقاتل العدو» الذي كان واسعًا للغاية بحيث يمكن أن يشمل «سيدة عجوز صغيرة في سويسرا»، تبرعت بأموال لجمعية خيرية في أفغانستان قامت، دون علمها، بتمويل القاعدة.
وقال وولفجانج بيتريتش، دبلوماسي الأمم المتحدة والممثل السامي السابق للبوسنة والهرسك، إن الولايات المتحدة هددت الأمم المتحدة بسحب رجالها من المهمة في عام 2002 إذا احتج على نقل الرجال الستة من البوسنة في ذلك الوقت.

## ستة
الرجال الستة هم:
| بنصية بلقاسم    | - تظهر سجلات الهواتف المحمولة المزعومة في الولايات المتحدة 70 مكالمة إلى أفغانستان في الشهر الذي أعقب هجمات 11 سبتمبر 2001 - ادعت الولايات المتحدة أنه كان يحمل جوازين سفر مزورين - ادعت الولايات المتحدة أنه كان لديه زلة من الورق عليها رقم هاتف أبو زبيدة الخلوي [بحاجة لمصدر] - متزوج ولديه طفلان |
| حاج بوضلعة      | - التقى شهريًا مع بلقاسم والقادة المحليين لأربعة جمعيات خيرية أخرى، لتنسيق الأنشطة الخيرية، التي زعمت الولايات المتحدة أنها واجهة لعقد اجتماعات لمناقشة الأنشطة الإرهابية - يدعي أن "الأيتام ساعدوا" مع نداء الإنسان - متزوج وله سبعة اولاد                                                            |
| لخضر بومدين     | - عمل في سراييفو لصالح الهلال الأحمر لدولة الإمارات العربية المتحدة - متزوج ولديه طفلان - بومدين ضد. دفع (2008) كان قرار المحكمة العليا ينص على أنه يمكن للمحتجزين الوصول إلى المحاكم الفيدرالية للحصول على أمر المثول أمام المحكمة.                                                                  |
| صابر محفوظ لحمر | - باحث دراسات عربية - عمل لدى اللجنة السعودية العليا - متزوج ولديه ولدان في سراييفو |
| مصطفى آيت إدر   | - زعم إصلاح أجهزة الكمبيوتر وتقديم الدعم التقني لطالبان - ضرب الضرب المزعوم أحد أصابعه وترك وجهه مشلولًا جزئيًا. - لديه حزام أسود في الكاراتيه، وكان 1995 الكرواتي البطل. - متزوج ولديه ثلاثة اولاد |
| محمد نخل        | - عملت للهلال الأحمر لدولة الإمارات العربية المتحدة في بيهاتش، البوسنة - متزوج ولديه طفلان |

## خلفية
زعمت حكومة الولايات المتحدة أن الرجال الجزائريين الستة الأصليين الذين يعيشون في سراييفو والبوسنة والهرسك كانوا مرتبطين بأبو زبيدة وخطة لتفجير السفارة الأمريكية في سراييفو.  وبحسب ما ورد أبلغ القائم بالأعمال بالولايات المتحدة رئيس وزراء البوسنة أن الولايات المتحدة ستسحب موظفيها وتقطع العلاقات الدبلوماسية إذا لم تقم البوسنة بالقبض على الجزائريين الستة والتحقيق معهم.  تم القبض على الجزائريين الستة من قبل السلطات البوسنية خلال الأسبوع، وتم التحقيق معهم بشكل كامل، وحوكموا على المؤامرة المزعومة لتفجير السفارتين الأمريكية والبريطانية في سراييفو.  أفرجت المحكمة العليا في البوسنة عن الرجال الستة لعدم وجود أدلة ضدهم. 
قضت غرفة حقوق الإنسان في القضاء البوسني صراحةً بأنه يتعين على الحكومة اتخاذ جميع الخطوات لمنع الترحيل القسري للرجال.  لكن بعد إطلاق سراحهم من السجن، تم تسليمهم إلى الشرطة العسكرية الأمريكية وتم نقلهم إلى الخارج إلى معتقل جوانتانامو في كوبا.  يتذكر وولفغانغ بيتريتش، كبير مسؤولي المجتمع الدولي في البوسنة في ذلك الوقت، أن القادة البوسنيين أبلغوه بأن الولايات المتحدة مارست ضغوطًا كبيرة على البوسنة للسماح لها بنقل الجزائريين الستة إلى جوانتانامو.  وقال بيتريتش إن المسؤولين الأمريكيين أخبروه أنهم سيزيلون دعمهم لمهمة دولية كان يقودها إذا لم تمتثل البوسنة والهرسك لطلبهم.  وفقًا للوثائق التي قدمها المحامون الأمريكيون المحتجزون في الدعوى القضائية أمام المحكمة الفيدرالية الأمريكية، أخبر كريستوفر هو، القائم بالأعمال الأمريكي في ذلك الوقت، رئيس الوزراء البوسني علياء بهمن أن الولايات المتحدة ستقطع جميع العلاقات الدبلوماسية إذا لم يتم اعتقال الرجال. وأشارت منظمة العفو الدولية في عام 2002 إلى أن المحكمة العليا البوسنية تعارض صراحة نقل الرجال إلى السلطات الأمريكية.

كتب «تيبتون ثري»، ثلاثة مواطنين بريطانيين احتُجزوا في غوانتانامو وأُطلق سراحهم في مارس 2004، رواية من 131 صفحة عن تجاربهم. لقد كتبوا عن البوسنيين: 
 نعني بالبوسنيين ستة جزائريين تم نقلهم بشكل غير قانوني من البوسنة إلى خليج غوانتانامو. أخبرونا كيف ربحوا قضيتهم في المحكمة في البوسنة. أثناء خروجهم من المحكمة، كان الأمريكيون هناك وأمسكوا بهم ونقلوهم إلى معسكر الأشعة السينية، 20 يناير 2002. وصلوا بعد خمسة أيام منا. لقد عوملوا معاملة سيئة للغاية. تم نقلهم كل ساعتين. لقد ظلوا عراة في زنازينهم. تم استجوابهم لساعات متتالية. كانوا مقيدين بالأغلال لفترة من الأيام في بعض الأحيان. كانوا محرومين من نومهم. لم يحصلوا أبداً على رسائل ولا كتب ولا مواد للقراءة. كان للبوسنيين نفس المحققين لفترة من الوقت كما فعلنا وهكذا عرفنا الأسماء التي كانت هي نفس أسماءنا وقد أعطاهم هؤلاء وقتًا عصيبًا للغاية. أخبرونا أن المحققين قالوا إن لم يتعاونوا، يمكنهم ضمان حدوث شيء لعائلاتهم في الجزائر والبوسنة. 
 بعد القبض على الرجال الستة من قبل الولايات المتحدة، جادلت الحكومة البوسنية بالإفراج عنهم من خليج غوانتانامو. تم عقد جلسات استماع CSRT في عام 2004. لكن مكتبة أسوشيتيد برس التابعة لملفات معتقلي خليج غوانتانامو تظهر نسخاً من أربعة من الرجال الستة يخبرون ضباط المحكمة بأن المحققين لم يصدقوا أنه كان هناك أي مضمون لمزاعم الولايات المتحدة بأنها خططت لتفجير السفارة الأمريكية. كتب كلايف ستافورد سميث، المدير القانوني لمنظمة «ريبريف»، التي تمثل العديد من المحتجزين، في صحيفة «الجارديان» (The Guardian) ، أن فرق المسؤولية الاجتماعية للشركات طبقت مثل هذا التعريف الواسع «لمقاتل العدو» بحيث يمكن أن يشمل «سيدة مسنة صغيرة في سويسرا»، تبرعت بالمال لجمعية خيرية في أفغانستان قامت، من دون علمها، بتمويل القاعدة.  (انظر نسخة من الحركة إلى الإقالة أمام قاضي محكمة الولايات المتحدة الجزئية جويس هينس غرين في ص.   25-26 (1 ديسمبر 2004) Rasul v. بوش ، المدخل رقم 02-02999)

## التمثيل
منذ يوليو 2004، كان لشركة Wilmer Cutler Pickering Hale و Dorr فريق يعمل مع مركز الحقوق الدستورية في الدعوى المرفوعة ضد الحكومة الفيدرالية بالنيابة عن الجزائريين الستة. في عام 2007، سافر فريق ميليسا هوفر، وستيفن أوليسكي،  روب كيرش،  مارك فليمنغ،  لين كامبل سوتر،  جيفري غليسون، لورين برونزويك، وأليسون بورتني  جوانتانامو لتقديم المزيد من الخدمات للبوسنيين. ألقى هوفر كلمة  حول قضيتهم في 17th Concours International de Plaidoiries.  وقالت إنه خلال المقابلات التي أجراها، وصف البوسنيون أنهم تعرضوا لسوء معاملة مروعة في جوانتانامو.

## الولايات المتحدة الأمريكية يسقط الادعاء من مؤامرة قنبلة
في عام 2006، نشرت صحيفة واشنطن بوست نبذة عن البوسنيين الستة. أفاد الملف الشخصي أنه خلال جلسات مجلس المراجعة الإدارية، أسقط المسؤولون الأمريكيون الادعاء السابق بأنهم كانوا يخططون لتفجير السفارة الأمريكية في سراييفو. يشير المقال إلى التكهنات بأن الرجال ظلوا محتجزين لأن إدارة بوش لم تكن راغبة في الاعتراف بأنها احتجزتهم لمدة أربع سنوات دون أدلة جوهرية.
وفقا لصحيفة واشنطن بوست، قال محللو الاستخبارات غوانتانامو استمروا في احتجاز الرجال بسبب الاستخبارات بما في ذلك ما يلي: 
- لقد تعلم مصطفى إدر الكاراتيه للأيتام البوسنيين.
- معتقل آخر، بينما كان لا يزال يعيش في الجزائر وأداء الخدمة العسكرية الإلزامية، كان طباخًا في الجيش.
- «تم اتهام بوديلة... بالانضمام إلى بن لادن ومقاتلي طالبان في تورا بورا، أفغانستان... في ديسمبر 2001.» وأشارت الواشنطن بوست إلى أنه، في ذلك الوقت، كان بوديلا محبوسًا بالفعل على بعد آلاف الأميال في سراييفو، بعد اعتقاله في مؤامرة السفارة التي فقدت مصداقيتها لاحقًا.
- ارتدى بوديلا حلقة «تشبه تلك التي حددت أعضاء مجموعة» الوردة الحمراء «في حماس». حصلت زوجة Boudella على شهادة خطية من الجواهري حيث تم شراء الخاتم، موضحة أن هذا النمط من الخاتم مشهور للغاية في البوسنة.

تقارير واشنطن بوست مفاوضي إدارة بوش في محاولة لتأمين صفقات حفظ ماء الوجه مع البوسنة والجزائر. وفقًا للمقال: 
- «لقد ضغط المسؤولون الأمريكيون على الجزائر لاستعادة السجناء شريطة أن يتم احتجازهم أو إبقائهم تحت المراقبة هناك. حتى الآن، رفضت الحكومة الجزائرية».
- «قال مسؤولون بوسنيون كبار إنهم أخبرهم الدبلوماسيون الأمريكيون أنه لن يُسمح للجزائريين الستة بالعودة إلى البوسنة التي منحت الجنسية المزدوجة لمعظم الرجال قبل الاستيلاء عليهم».
- طلب رئيس الوزراء البوسني عدنان ترزيتش من وزيرة الخارجية الأمريكية كوندوليزا رايس ترتيب عودة الرجال في رسالة مؤرخة في 2 فبراير 2005.
- في 17 مارس 2005 ردت رايس بأنه لا يمكن إطلاق سراح الرجال لأنهم «ما زالوا يمتلكون بيانات مخابراتية مهمة». وقالت رايس إنهم ما زالوا يمثلون تهديدًا للولايات المتحدة.
- "بعد ثلاثة أشهر، قدمت وزارة الخارجية تفسيرا مختلفا بعض الشيء. أوضح ماثيو أ. رينولدز، القائم بأعمال مساعد وزير الشؤون التشريعية، أن الجزائريين لا يمكن إطلاق سراحهم جزئيًا لأن الحكومة البوسنية "لم تشر إلى أنها مستعدة أو مستعدة لقبول المسؤولية عنهم عند النقل".
- "قال وزير العدل سلوبودان كوفيتش إنه لن يكون هناك أي أساس قانوني لوضع الرجال قيد الاعتقال أو المراقبة إذا أعيدوا إلى البوسنة لأنهم سبق تبرئتهم إلى هناك. وقال "لا توجد قضية ضدهم هنا في البوسنة ولا قضية جنائية."

يشير المقال إلى أنه على الرغم من أن إدارة بوش رفضت مناقشة أي دليل قد يكون لديهم ضد الرجال، قال الملازم أول دي. جوردون: 
 لم يكن هناك خطأ في احتجاز هؤلاء الأفراد أصلاً كمقاتلين أعداء. كان اعتقالهم مرتبطًا بشكل مباشر بأنشطتهم القتالية على النحو الذي حدده مسؤول في وزارة الدفاع قبل نقلهم إلى غوانتانامو. "  

## بومدين ضد.بوش(2008)
في أكتوبر 2008، المحكمة العليا في قضية بومدين ضد. بوش (2008) (بموجبه قضية عودة ضد. الولايات المتحدة)، وقضت بأن للمحتجزين وغيرهم من المواطنين الأجانب الحق في رفع دعاوى المثول أمام المحاكم الفيدرالية وتغطيتهم بحماية المثول أمام الدستور الأمريكي.
في أعقاب هذا القرار، قرر القاضي ريتشارد جيه ليون من محكمة المقاطعة الفيدرالية بواشنطن العاصمة أن الحكومة لم تقدم أدلة كافية للاحتجاز وأنه ينبغي إطلاق سراح جميع الرجال باستثناء بنصيا بلقاسم. أمر ليون بالإفراج عن خمسة من الجزائريين البوسنيين المحتجزين في خليج غوانتانامو بكوبا واستمرار احتجاز بلقاسم السادس.

حكمت المحكمة: 
 السماح للقتال العدو للراحة على قصب رقيقة لا يتعارض مع التزام هذه المحكمة؛ يجب على المحكمة أن تمنح التماساتها وستأمر بالإفراج عنهم. هذه هي حالة فريدة من نوعها. قليل إذا كان أي شخص آخر سيكون في الواقع مثل ذلك. لا ينبغي تخويف أي شخص بمعنى خاطئ بأن جميع الحالات ... سوف تبدو مثل هذه الحالة. 
 في 3 مارس 2009، ذكرت صحيفة الخبر أنه قبل إطلاق سراح الرجال، كان عليهم التوقيع على وثائق لن يقاضوا الحكومة الأمريكية بسبب خطفهم في البوسنة.
تم إطلاق سراح ثلاثة من الرجال الستة ونقلوا جواً إلى البوسنة، تاركين ثلاثة في جوانتانامو. في وقت لاحق من عام 2009، قبلت فرنسا بومدين، وذهب نيشل إلى الجزائر. 

## روابط خارجية
- سيما الجيلاني، «الجزائريون الذين أُطلق سراحهم من غوانتانامو، ما زالوا يدفعون الثمن» ، مكلاتشي نيوز ، 9 سبتمبر 2009
- (وصلة ميتة) البوسنة: تعرض المحاكمة الجزائرية للخطر ، معهد تقارير الحرب والسلام ، 7 ديسمبر / كانون الأول 2001
- Robert Fisk (31 أكتوبر 2008). "Scandal of six held in Guantanamo even after Bush plot claim is dropped". ذي إندبندنت. مؤرشف من الأصل في 2008-12-05. اطلع عليه بتاريخ 2008-11-01.